# Alf Segersäll
Alf Segersäll (Virsb, Surahammar, Västmanland, 16 de març de 1956) és un ciclista suec, que va ser professional entre 1980 i 1986. En el seu palmarès destaca una victòria d'etapa al Giro d'Itàlia. El 1976 va prendre part en els Jocs Olímpics d'Estiu de Mont-real.

## Palmarès
- 1975
  - 1r a la Scandinavian Race Uppsala
- 1977
  - Campió d'Escandinàvia de contrarellotge per equips
  -  Campió de Suècia en ruta amateur
  -  Campió de Suècia de contrarellotge per equips
  - 1r a la Fletxa del Sud
- 1978
  - 1r a la Fletxa del Sud
- 1979
  - 1r al Girobio
- 1980
  - 1r al Gran Premi de Montauroux
  - Vencedor d'una etapa al Giro de Sardenya
- 1981
  - 1r al Trofeu Matteotti
  - Vencedor d'una etapa al Tour de Romandia
- 1982
  - 1r al Giro de la Pulla i vencedor de 2 etapes
  - 1r a la Ruta d'Or i vencedor d'una etapa
  - Vencedor d'una etapa a la Volta a Suècia
- 1983
  - Vencedor d'una etapa al Giro d'Itàlia

### Resultats al Giro d'Itàlia
- 1981. 58è de la classificació general
- 1982. 66è de la classificació general
- 1983. 78è de la classificació general. Vencedor d'una etapa
- 1984. 74è de la classificació general
- 1985. Abandona (9a etapa)